# إبراهيم علي (لاعب كرة قدم بحريني)
إبراهيم علي (10 ديسمبر 1980) لاعب كرة قدم بحريني يلعب حاليا لصالح نادي الدرجة الأولى المالكية البحريني في مركز الوسط الأيمن من 1998.